# Arco quebrado

Arco quebrado cuja flecha é maior do que a luz.

O arco quebrado é um elemento geométrico característico da arquitetura gótica que veio substituir o arco de volta perfeita utilizado no Românico. 
Geometricamente, a ogiva é mais difícil de ser projetada, no entanto, distribui melhor as forças, aumentando a eficiência do complexo. Trata-se de uma estrutura com dois elementos instáveis (pois cada arco tende a cair em uma direção diferente) que ao se oporem, fortalecem-se. Neste tipo de arco a altura do arco (flecha) é maior do que a largura (luz).

## Ver também

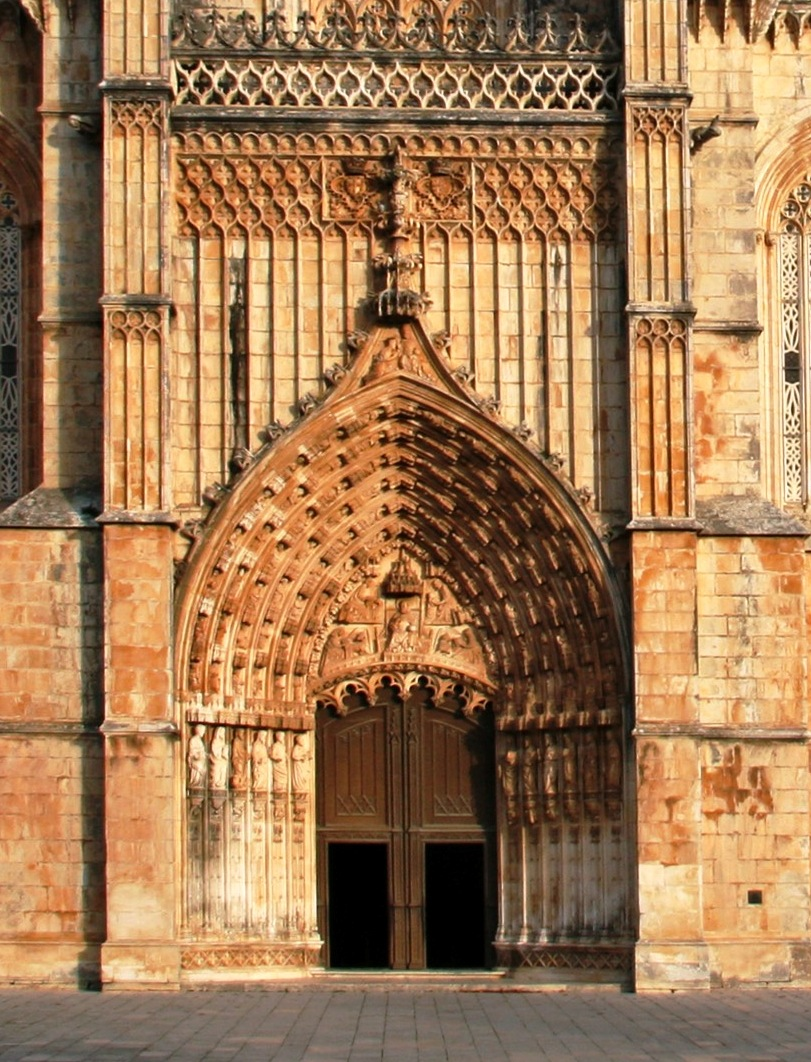
Santa Maria da Vitória na Batalha, Portugal, é um exemplo de arco quebrado
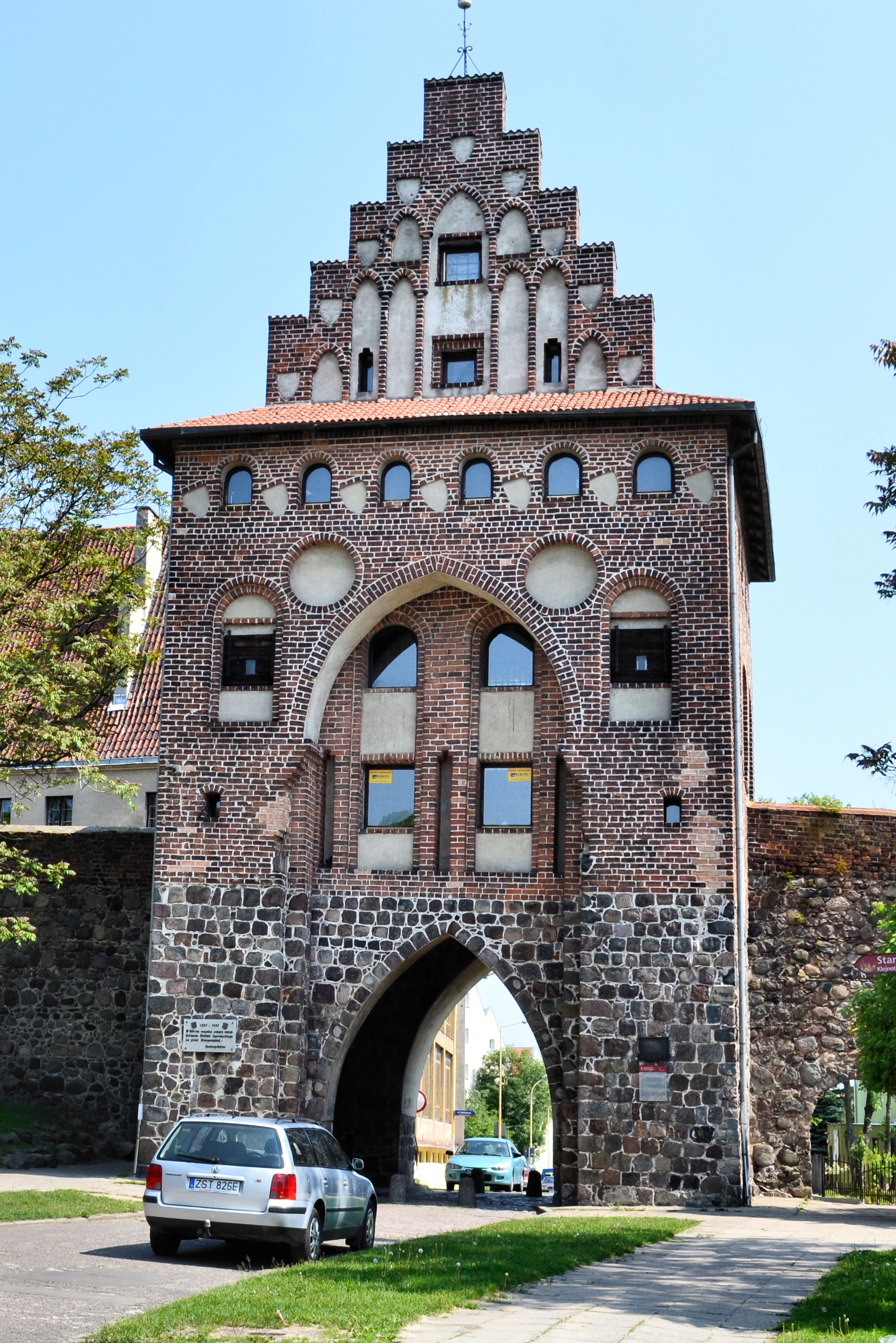
Portão da cidade gótica medieval em Stargard, Polónia, século XIII